# Rocky (serijal)
Rocky je naziv za seriju američkih športskih, odnosno boksačkih filmova o Rockyju Balboi, koja je 1976. godine započeta s filmom Rocky u režiji Johna G. Avildsena. Naslovnog lika je stvorio Sylvester Stallone u scenariju za originalni film, gdje ga je i tumačio, kao i u svim kasnijim nastavcima, od kojih će većinu i režirati. 
Originalni film je postigao izuzetan komercijalni uspjeh i osvojio Oscar za najbolji film, te su snimljena još četiri nastavka - Rocky II (1982.), Rocky III (1982.), Rocky IV (1985.) i Rocky V (1990.). Posljednji od njih se smatrao završetkom serije, ali je Stallone njime bio nezadovoljan. Tako da je 2006. godine snimio šesti nastavak pod naslovom Rocky Balboa. Godine 2015. snimljen je nastavak pod naslovom Creed, iako u njemu Balboa nije glavni nego sporedni lik, pa se ponekad naziva spin-offom, a ne nastavkom u pravom smislu riječi.

## Filmovi
| Godina        | Naziv                    | Režija             | Scenarij                        | Trajanje  | Uzrast |
| ------------- | ------------------------ | ------------------ | ------------------------------- | --------- | ------ |
| Rocky serijal |                          |                    |                                 |           |        |
| 1976.         | Rocky                    | John G. Avildsen   | Sylvester Stallone              | 119 min.  | + 12   |
| 1979.         | Rocky II                 | Sylvester Stallone | Sylvester Stallone              | 119 min.  | + 12   |
| 1982.         | Rocky III                | Sylvester Stallone | Sylvester Stallone              | 99 min.   | + 12   |
| 1985.         | Rocky IV                 | Sylvester Stallone | Sylvester Stallone              | 91 min.   | + 16   |
| 1990.         | Rocky V                  | John G. Avildsen   | Sylvester Stallone              | 104 min.  | + 12   |
| 2006.         | Rocky Balboa             | Sylvester Stallone | Sylvester Stallone              | 102 min.  | + 12   |
| Creed serijal |                          |                    |                                 |           |        |
| 2015.         | Creed: Legenda je rođena | Ryan Coogler       | Ryan Coogler, Aaron Covington   | 133 min.  | + 12   |
| 2018.         | Creed II                 | Steven Caple Jr.   | Juel Taylor, Sylvester Stallone | 130. min. | + 12   |
| 2023.         | Creed III                | Michael B. Jordan  | Zach Baylin, Keenan Coogler     | 116. min. | + 12   |

## Vanjske poveznice
- Popis serijala na IMDb-u